# لوحات بيرجي

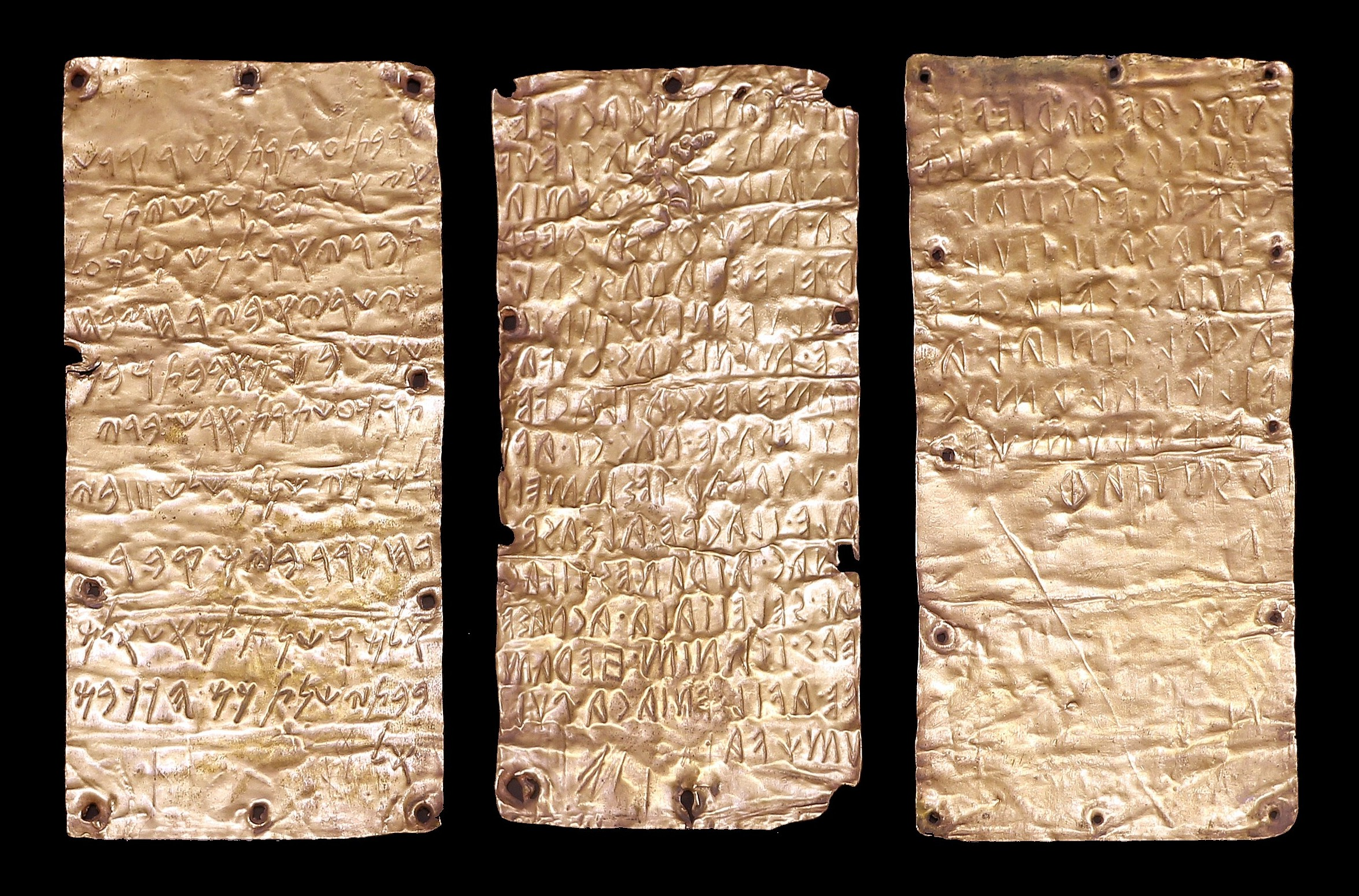
لوحات پيرجي

لوحات پيرجي هي ثلاث لوحات ذهبية ثنائية اللغة بالفينيقية والإترورية تم اكتشافها في 1964 في أثناء سلسلة تنقيبات عن آثار في پيرجي العتيقة على ساحل البحر التيراني في إيطاليا في موقع لاتيوم. يدل النص على إنشاء معبد وإهداؤه للربة الإترورية أوري المعرفة كعشتروت في النص الفينيقي. اثنان من اللوحان منحوتان باللغة الإترورية، بينما يوجد لوح واحد منحوت باللغة الفينيقية. تعد اللوحات ذات أهمية لما تقدمة من تفسير للغة الإترورية عبر ترجمتها من اللغة الفينيقية، كما يستدل منه على النفوذ والتأثير الفينقي في غربي البحر المتوسط.

## النص الفينيقي
| بالفينيقية          | نقحرة               |
| ------------------- | ------------------- |
| 𐤋𐤓𐤁𐤕𐤟𐤋𐤏𐤔𐤕𐤓𐤕𐤟𐤀𐤔𐤓𐤟𐤒𐤃𐤔 | لربت لعشترت ءشر قدش |
| 𐤀𐤆𐤟𐤀𐤔𐤟𐤐𐤏𐤋𐤟𐤅𐤀𐤔𐤟𐤉𐤕𐤍   | ءز ءش‌ پعل وءش يتن   |
| 𐤕𐤁𐤓𐤉𐤀𐤟𐤅𐤋𐤍𐤔𐤟𐤌𐤋𐤊𐤟𐤏𐤋   | تبريء ولنش ملك عل   |
| ·𐤊𐤉𐤔𐤓𐤉𐤀𐤟𐤁𐤉𐤓𐤇𐤟𐤆𐤁𐤇    | كيشريء بيرح زبح     |
| 𐤔𐤌𐤔𐤟𐤁𐤌𐤕𐤍𐤀𐤟𐤁𐤁𐤕𐤟𐤅𐤁𐤍   | شمش بمتنء ببت وبن   |
| 𐤕𐤅𐤟𐤊𐤏𐤔𐤕𐤓𐤕𐤟𐤀𐤓𐤔𐤟𐤁𐤃𐤉   | تو كعشترت ءرش بدي   |
| 𐤋𐤌𐤋𐤊𐤉𐤟𐤔𐤍𐤕𐤟𐤔𐤋𐤔𐤟𐤛𐤟𐤁𐤉  | لملكي شنت شلش ٣ بي  |
| 𐤟𐤓𐤇𐤟𐤊𐤓𐤓𐤟𐤁𐤉𐤌𐤟𐤒𐤁𐤓     | رح كرر بيم قبر      |
| 𐤟𐤀𐤋𐤌𐤟𐤅𐤔𐤍𐤕𐤟𐤋𐤌𐤀𐤔𐤟𐤀𐤋𐤌⁠  | ءلم وشنت لمءش ءلم   |
| 𐤁𐤁𐤕𐤉𐤟𐤔𐤍𐤕𐤟𐤊𐤌𐤟𐤄𐤊𐤊𐤁𐤌   | ببتي شنت كم هككبم   |
| 𐤀𐤋                  | ءل                  |